# Scheldestraat (Amsterdam)
De Scheldestraat in Amsterdam-Zuid is genoemd naar de door Frankrijk en Vlaanderen stromende rivier de Schelde, die uitkomt in de zeearm de Westerschelde. Deze straat kreeg zijn naam in 1922 en vormt in de Rivierenbuurt na de Barbiersbrug over het Amstelkanaal het verlengde van de Ferdinand Bolstraat. De straat loopt van de Amstelkade tot aan het Scheldeplein / Europaplein.
De straat is een drukke verkeersader en staat bekend als een 'verkeersinfarct', omdat het auto's moet leiden van het drukke centrum naar het Europaplein en de daarbij gelegen Ringweg A10. Toch staat de straat bekend als gezellig. In het korte stuk tussen de Amstelkade en de Churchill-laan bevindt zich kleine middenstand. Het grote stuk van de straat naar het Europaplein bestaat voornamelijk uit de wat duurdere restaurants met uiteenlopende keukens. Tevens zijn in de Scheldestraat en op het gelijknamige plein twee bekende ijssalons gevestigd.

## Openbaar vervoer
In 1929 verschenen de eerste trams in de Scheldestraat, tussen de Amstelkade en de Noorder Amstellaan, toen lijn 20 komend vanaf Ferdinand Bolstraat via de Scheldestraat werd verlengd tot aan de Amsteldijk. In 1930 nam de nieuw ingestelde lijn 25 de route van lijn 20 over, die naar de Amsteldijk werd verlegd. Sindsdien reed lijn 25 hier en in 1977 kwam de nieuwe lijn 12 er bij. Op 15 december 2013 werd lijn 25 opgeheven en rijdt in het noordelijk gedeelte van de straat alleen nog lijn 12 en onder de gehele straat metrolijn 52.
Onder de Scheldestraat liggen sinds 2011 en 2012 de beide geboorde tunnelbuizen van Noord/Zuidlijn, die ter hoogte van de Churchill-laan twee nooduitgangen hebben gekregen, die in de middenberm van die laan uitkomen.